# 右旗增十
天鷹座37，又名BD-10 5122，HD 184492、SAO 162792、HR 7430，是天鷹座的一颗恒星，视星等为5.12，位于銀經28.3，銀緯-14.44，其B1900.0坐标为赤經19h 29m 36.6s，赤緯-10° -14.44′ 44″。